# غرانبي (ماساتشوستس)
غرانبي (بالإنجليزية: Granby, Massachusetts)‏ هي بلدة أمريكية تقع في الولايات المتحدة في مقاطعة هامبشاير (ماساتشوستس). يقدر عدد سكانها بـ 6,132 نسمة ومساحتها 72.7 كم2 وترتفع عن سطح البحر 101 متر.

## أعلام
- جورج كوب
- زينا فيرى مودي